# Beate Zimpelmann
Beate Zimpelmann (* 1961 in Speyer) ist eine deutsche Chemikerin und Politikwissenschaftlerin, Gewerkschafterin und Professorin an der Hochschule Bremen.
Beate Zimpelmann studierte Chemie, Geographie und Politikwissenschaft für das Lehramt an der Universität Freiburg im Breisgau und der Universität Oldenburg. Anschließend war sie von 1989 bis 1993 am Wissenschaftszentrum für Sozialforschung in Berlin im Bereich „Technik-Arbeit-Umwelt“ wissenschaftlich tätig. 1993 promovierte sie an der Universität Oldenburg zum Dr. rer. pol.
Von 1993 bis 1996 leitete sie den Bereich „Energie- und Umweltpolitik“ beim IG-Metall-Gesamtvorstand in Frankfurt. Von 1996 bis 2002 war Zimpelmann Leiterin des Programmbereiches „Arbeit und Umwelt“ bei der Senatsverwaltung für Arbeit, Berufliche Bildung und Frauen in Berlin. Dort war sie für den Aufbau und die Leitung von EU-Förderprogrammen zuständig. 2005 wurde sie auf die Professur „Praxis der Politik“ an der Hochschule Bremen berufen und übernahm die Studiengangsleitung des Studienganges „Internationaler Studiengang Politikmanagement“ (ISPM) später dann auch die des Studiengangs „International Sustainability Politics and Management“.
Seit 2007 ist Zimpelmann Vorsitzende des „Kompetenzzentrums Nachhaltigkeit im globalen Wandel“ (GLOKAL). Sie belegt den Begriff „Nachhaltigkeit“ in ihrer Forschung zur Arbeitswelt mit betrieblichen Entwicklungs- und Veränderungsprozessen. Die Themen „ganzheitliche Arbeit“ und der Arbeitszeitverkürzung stehen im Mittelpunkt ihrer Forschung. Dabei ist sie an einem Austausch mit Akteuren aus Naturschutz und Umweltbewegung interessiert, priorisiert jedoch die sozialwirtschaftlichen Aspekte (Arbeitsplätze) vor den ökologischen Forderungen.
Zimpelmann ist Mitglied im Wissenschaftlichen Beirat von Attac.

## Werke (Auswahl)
- Mitbestimmung und Nachhaltigkeit – Widerspruch oder Chance?, Berlin: Ed. Sigma, 2012
- mit Hans-L. Endl: Zeit ist Geld, Hamburg: VSA-Verl., 2008
- Gutachten im Interessenkonflikt: die Rolle von Wissenschaft im Bearbeitungsprozess betrieblicher Umweltprobleme, Düsseldorf: Hans-Böckler-Stiftung, 1996
- mit Udo Gerhardt und Eckart Hildebrandt: Die neue Umwelt der Betriebe, Berlin: Ed. Sigma, 1992